# Hermann Schridde
Hermann Schridde (né le 3 juillet 1937 à Celle, mort le 18 mai 1985 à Winsen) est un cavalier de saut d’obstacles allemand.

## Carrière
Hermann Schridde obtient ses plus grand succès dans les années 1960. Son premier titre d'importance est en 1960 le championnat d'Allemagne qu'il regagne en 1962. Aux Jeux olympiques d'été de 1964, il remporte la médaille d'or par équipe et celle d'argent en individuel. En 1965, il devient champion d'Europe à Aix-la-Chapelle. Aux Jeux olympiques d'été de 1968, il gagne la médaille de bronze par équipe. Il se qualifie pour les Jeux Olympiques de 1972 mais se retire soudainement.
Après sa carrière de cavalier, il fonde une école de parachutisme à Winsen et devient entraîneur, notamment pour la fédération allemande en 1980. Il meurt en 1985 dans un accident d'avion.

## Source, notes et références
1. ↑  Nécrologie par Der Spiegel 27 mai 1985

- (de) Cet article est partiellement ou en totalité issu de l’article de Wikipédia en allemand intitulé « Hermann Schridde » (voir la liste des auteurs).